# Rhamphomyia takagii
Rhamphomyia takagii är en tvåvingeart som beskrevs av Saigusa 1963. Rhamphomyia takagii ingår i släktet Rhamphomyia och familjen dansflugor. Inga underarter finns listade i Catalogue of Life.